# Alter Friedhof Greifswald
O Alte Friedhof é um cemitério tombado de Greifswald. Tem área de 4,4 hectares.

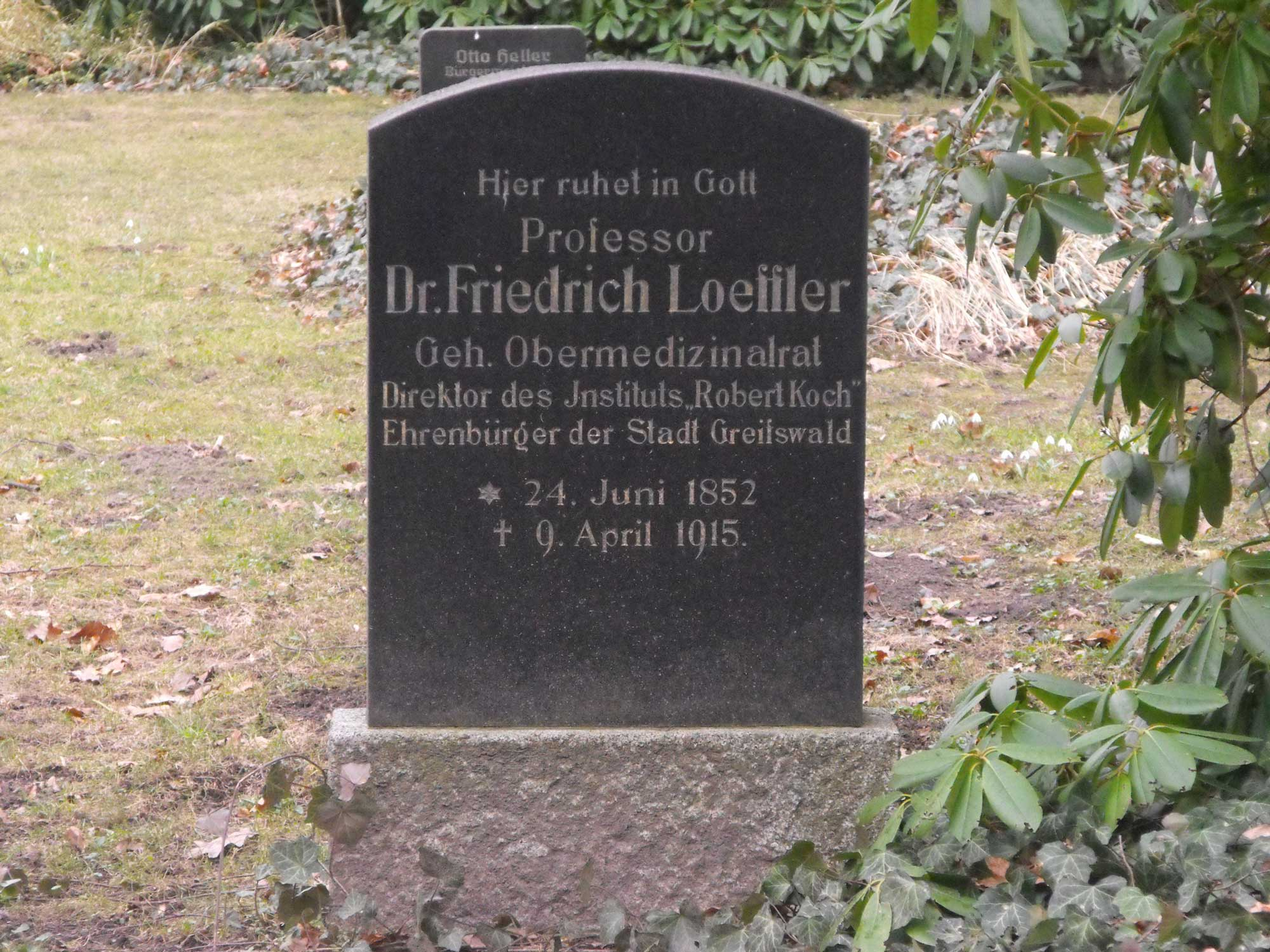
Sepultura de Friedrich Loeffler

## Sepultamentos selecionados
- Rudolf Credner (1850–1908), geógrafo e geólogo
- Fritz Curschmann (1874–1946), historiador e geógrafo
- Carl Gesterding (1774–1843), prefeito de Greifswald, historiador
- Eduard von der Goltz (1870–1939), teólogo luterano
- Gabriel Peter von Haselberg (1763–1838), jurista
- Lorenz Wilhelm von Haselberg (1764–1844), médico
- Hugo Helfritz (1827–1896), prefeito de Greifswald
- Rolf Keilbach (1908–2001), entomologista e zoólogo
- Gottfried Kosegarten (1792–1860), linguista
- Paul Krabler (1841–1907), médico
- Bruno Kress (1907–1997), filólogo e tradutor
- Max Lenz (1850–1932), historiador
- Friedrich Loeffler (1852–1915) médico
- Johannes Luther (1861–1954), germanista
- Friedrich Mosler (1831–1911), médico
- Theodor Pyl (1826–1904), historiador
- Friedrich Christian Rosenthal (1780–1829), anatomista
- Karl von Scheven (1882–1954), teólogo
- Karl Schildener (1777–1843), historiador do direito
- Richard Schmidt (1882–1946), prefeito de Greifswald
- Ferdinand Sommer (1829–1902), médico
- Paul Strübing (1852–1915), médico
- Rudolf Stundl (1897–1990), tapeçarista
- Wilhelm Titel (1784–1862), pintor
- Alfons Maria Wachsmann (1896–1944), teólogo
- Christian Ehrenfried Weigel (1748–1831), botânico
- Johann Christoph Ziemssen (1747–1824), teólogo